# Waldemar Rajca
Waldemar Jan Rajca (ur. 15 października 1954, zm. 7 lutego 2018 w Radomiu) – polski dziennikarz, publicysta, bloger, polityk i działacz społeczny.

## Życiorys
Był absolwentem Politechniki Świętokrzyskiej oraz Wydziału Dziennikarstwa Uniwersytetu Warszawskiego. Jako dziennikarz był między innymi publicystą „Przeglądu Radomskiego” oraz lokalnego tygodnika „Oko na miasto”, a także redaktorem naczelnym wydawanego w latach 1995–2002 miesięcznika „Realista” oraz w 1997 redaktorem naczelnym „Czasu UPR”.
Jako działacz polityczny przez wiele lat związany był z Unią Polityki Realnej (w latach 1994–2010), kierował między innymi oddziałem radomskim UPR. Bezskutecznie trzykrotnie ubiegał się o mandat poselski (w 2001, 2005 i 2007), ponadto dwukrotnie (w 2004 i 2009) z listy UPR kandydował do Europarlamentu, a także do rady miejskiej Radomia w 2006. Już jako bezpartyjny był kandydatem Ruchu Wyborców Janusza Korwin-Mikke na prezydenta Radomia w wyborach samorządowych w 2010, kandydując równocześnie do rady miasta. Od 2011 był działaczem Kongresu Nowej Prawicy, kierując jego oddziałem radomskim. W 2014 z listy KNP ponownie kandydował bez powodzenia do Parlamentu Europejskiego oraz do radomskiej rady miasta. W latach 2014–2015 pełnił funkcję asystenta Janusza Korwin-Mikkego, gdy ten został wybrany na eurodeputowanego. Następnie był asystentem innego posła do Parlamentu Europejskiego Michała Marusika – wiceprzewodniczącego frakcji Europa Narodów i Wolności w Parlamencie Europejskim. W wyborach parlamentarnych w 2015 był kandydatem KNP na senatora w okręgu numer 50, uzyskując 4243 głosy (2,37%) i zajmując ostatnie miejsce spośród 6 kandydatów. Od 2015 był członkiem Rady Głównej KNP, a od 2016 także prezesem Regionu Mazowieckiego partii.
Waldemar Rajca był także dyrektorem oddziału radomskiego Fundacji Akademia Patriotów oraz przewodniczącym Kapituły Nagrody im. Frédérica Bastiata.
W 2009 został zwycięzcą konkursu na najlepszy blog roku w kategorii bloga blogerów, organizowanego przez Onet. Został także wyróżniony w konkursie „Polski Internet” w 2010 i 2011, organizowanym przez The World Internet Fundation w kategorii Blogi. Wziął także udział w pierwszej konferencji Blog Forum Gdańsk 2010.
Pochowany 10 lutego 2018 na cmentarzu przy ul. Warszawskiej w Radomiu.

## Wybrana bibliografia autorska
- Socjalizm i demokracja (Fundacja Akademia Patriotów, Wrocław, 2017; ISBN 978-83-948055-3-1)
- W demokratycznym chaosie. Jak demoliberalizm niszczy Polskę (Capital, 2014; ISBN 978-83-64037-26-9)
- W pajęczynie demokratycznej biurokracji (Fundacja Akademia Patriotów, Wrocław, 2017; ISBN 978-83-948055-2-4)